# قرار مجلس الأمن التابع للأمم المتحدة رقم 1184
قرار مجلس الأمن التابع للأمم المتحدة رقم 1184، المتخذ بالإجماع في 16 تموز / يوليو 1998، بعد التذكير بالقرارات السابقة المتعلقة بالصراعات في يوغوسلافيا السابقة، ولا سيما القراران 1168 (1998) و1174 (1998)، أنشأ المجلس برنامجا لرصد نظام المحاكم في البوسنة و الهرسك.
وافق مجلس الأمن على إنشاء برنامج مراقبة المحكمة من قبل بعثة الأمم المتحدة في البوسنة والهرسك كجزء من برنامج شامل للإصلاح القانوني اقترحه مكتب الممثل السامي واتفاق دايتون وغيرهما. تم حث السلطات في البوسنة والهرسك على التعاون مع المسؤولين المرتبطين بالبرنامج ودعمهم. وطُلب من الأمين العام كوفي عنان اطلاع المجلس على التقدم المحرز في برنامج المراقبة كجزء من تقاريره عن بعثة الأمم المتحدة في البوسنة والهرسك.

## روابط خارجية
- نص القرار في undocs.org